# Hodișa, Satu Mare
Hodișa este un sat în comuna Socond din județul Satu Mare, Transilvania, România. Se află pe DJ193A.
 Acest articol despre o localitate din județul Satu Mare este deocamdată un ciot. Puteți ajuta Wikipedia prin completarea lui.